# Musée archéologique de Vieux-la-Romaine
Le musée archéologique de Vieux-la-Romaine est un musée archéologique situé sur le territoire de la commune de Vieux. Il est inauguré le 21 février 2002.
Il est situé près de différents vestiges de la cité romaine d'Aregenua, capitale de cités du peuple gaulois des Viducasses. Le site comprend le théâtre gallo-romain, le forum, la maison à la cour en U et la maison au grand péristyle.

## Histoire

### Fondation et apogée pendant l'Antiquité
Le musée se situe sur le site de la ville romaine d'Aregenua. La localité romaine est fondée au Ier siècle, probablement sous le règne de l'empereur Auguste. Sous ces successeurs Tibère puis Claude, Aregenua se développe jusqu'à atteindre son apogée aux IIe et IIIe siècles. La cité romaine comporte alors environ 5 000 habitants pour une surface d'environ 30-37 hectares,. Les premiers bâtiments de style romain apparaissent vers 120-140. La maison au grand péristyle date de l'époque des Sévères. Au IIIe siècle, la cité se nomme désormais Civitas Viducassium. Puis la cité adhère à l'empire des Gaules de l'usurpateur Postume pendant la crise du troisième siècle. Le déclin commence pendant la crise au milieu de IIIe siècle avec l'abandon de plusieurs quartiers,,. Vers 400, la localité perd son statut de capitale de cités au profit de d'Augustodurum et perd une grande partie de ses habitants,.
C'est la capitale du peuple gaulois des Viducasses, dont le territoire s'étend sur 2 300 km2. La cité donne le droit latin et les habitants y sont exonérés de tributum soli l'impôt foncier dû à Rome. Les bâtiments administratifs (basilique, curie...) forment un complexe.

### Christianisation et ruralisation au Moyen Âge
Le christianisme s'implante dans la localité entre le Ve et le VIIe siècle, tandis que ruralisation du site progresse.
À l'époque mérovingienne, le site semble à nouveau se développer avant que les habitants se déplacent vers un site plus septentrional,.

### Redécouverte à l'époque moderne et contemporaine
Les fouilles sur le site d'Aregenua débutent au XVIIe siècle dans le sud du village. Puis elles se poursuivent en 1703 à l'époque de Louis XIV sous la supervision de l'intendant de la Généralité de Caen Nicolas-Joseph Foucault, quarante années avant les premières fouilles à Pompéi,,. Elles prennent une envergure particulière au XIXe siècle sous la direction de la Société des Antiquaires de Normandie.
Après les bombardements alliés de la Seconde Guerre mondiale sur la Normandie pour la préparation du Débarquement, le village de Vieux est rapidement reconstruit sans réaliser les fouilles archéologiques nécessaires. Les premiers programmes archéologiques pour le secteur de Vieux-la-Romaine sont lancés dans les années 1980 par le service archéologique du département du Calvados créé en 1982. En 1988, les fouilles archéologiques permanentes débutent. L'objectif à terme est de créer un centre archéologique avec restauration des sites et ouverture au public. Un projet de musée est évoqué à condition que les découvertes soient nombreuses en qualité et en quantité.

### Muséalisation auXXIesiècle
La découverte de la maison au grand péristyle entre 1988 et 1991, dont le riche décor en fait à ce jour la villa la plus remarquable de Gaule, entraîne la volonté du conseil départemental du Calvados de faire du site un des pôles du tourisme culturel du département. Les jardins de cette maison ouvrent au public en 1993. La décision de construire le musée est prise en 1998, puis la première pierre est posée en 2000.
Les fouilles réalisées lors de la création du musée ont permis mettre au jour la découverte d'un ensemble composé de plusieurs petits temples. Le création du parking en 2001 permet la redécouverte de l'édifice de spectacles, déjà découvert une première fois entre 1952 et 1954. Le musée est inauguré le 21 février 2002 par Anne d'Ornano,. En 2005, le conseil général du Calvados achète la parcelle dénommée « champ des Crêtes » pour en faire une réserve archéologique afin d'empêcher le développement de quartiers résidentiels.
L'intérêt pour le musée est relancé en 2011 avec la mise en valeur et l'ouverture au public de la maison à la cour en U,. Après neuf mois de travaux, la création d'une visite virtuelle en 2013 permet d'élargir l'intérêt des visiteurs et de présenter les dernières découvertes.

## Complexe muséal

### Forum
Au début du IIe siècle, le forum est construit, puis modifié à deux reprises à la fin de ce même siècle et dans le premier tiers du IIIe siècle.
En 1703, le haut fonctionnaire Nicolas-Joseph Foucault commence les fouilles sur le site du forum. Arcisse de Caumont et Antoine Charma prennent le relais entre 1839 et 1861. Le 19 mars 1840, Arcisse de Caumont, arrivé depuis peu sur le site, dégage les murs et une partie des gradins de la Curie. En 1859, Antoine Charma et la société des antiquaires de Normandie réalisent les plans de l'édifice et décrivent les décorations en marbre récemment révélées,,. La société des antiquaires de Normandie poursuit les fouilles dans la seconde partie du XIXe siècle. En 1972, une nouvelle campagne de fouille archéologique débute avec la découverte datant des règnes des empereurs Tibère et Néron jusqu'au IVe siècle. En 2005, des prospections électriques sont réalisées. De nouvelles fouilles sont menées en 2007 et 2008.
Le forum est de forme rectangulaire avec des mesures de 115 m sur 51,5 m, est excentré et se situe sur un plateau dominant la vallée de La Guigne,. Deux decumani et un cardo permettent d'accéder au lieu. Des boutiques entourent le forum. Un temple, dont la divinité n'est pas précisée par les archéologues, et une aire sacrée se trouvent sur la partie ouest de la zone. 36 280 fragments découverts par les archéologues permettent de révéler une partie de la décoration de l'édifice.

Forum de Vieux-la-Romaine
Plan général du forum à la fin du IIe siècle.
Origine des différentes pierres décoratives utilisées au forum.
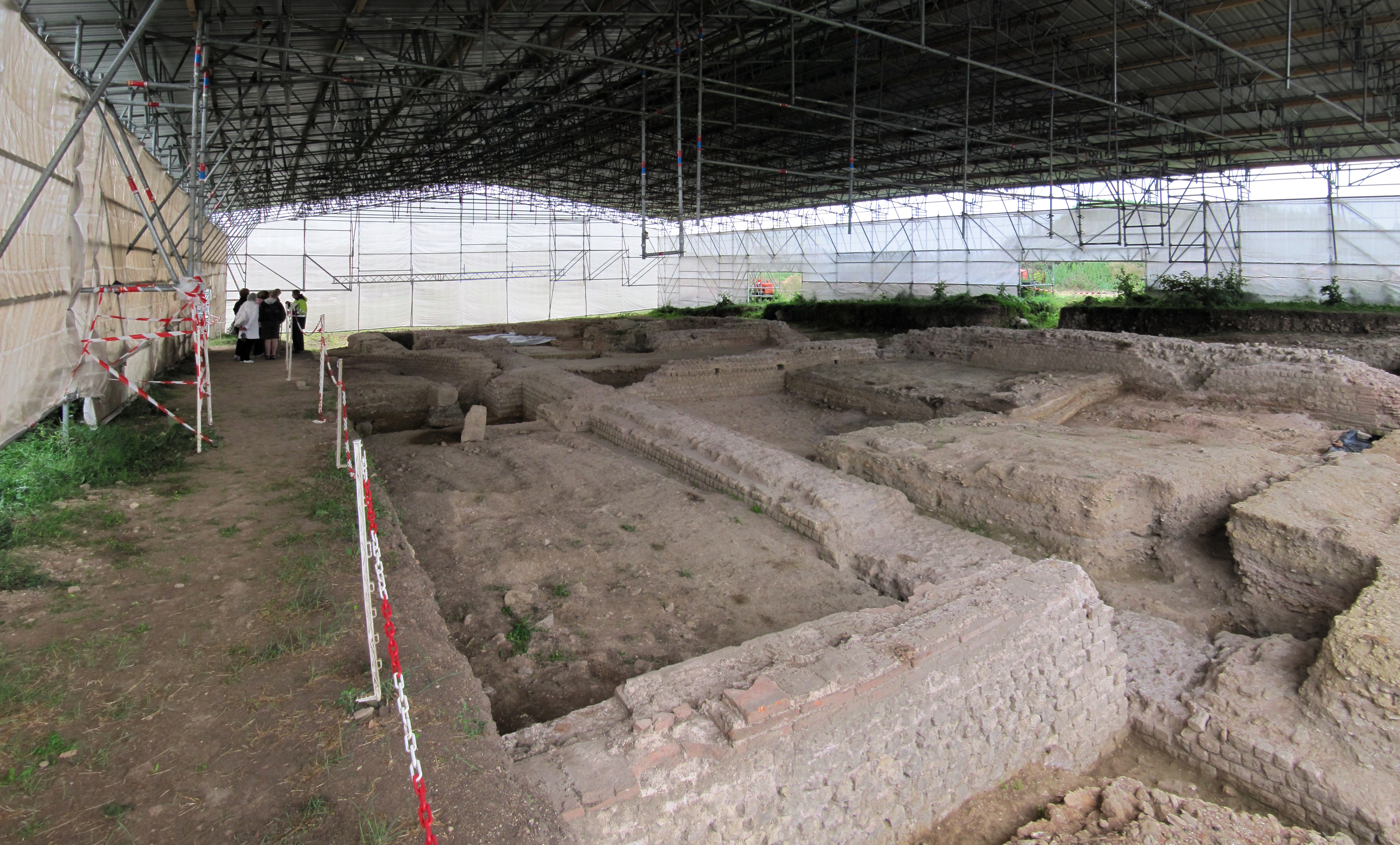
Vue d'ensemble des fouilles.
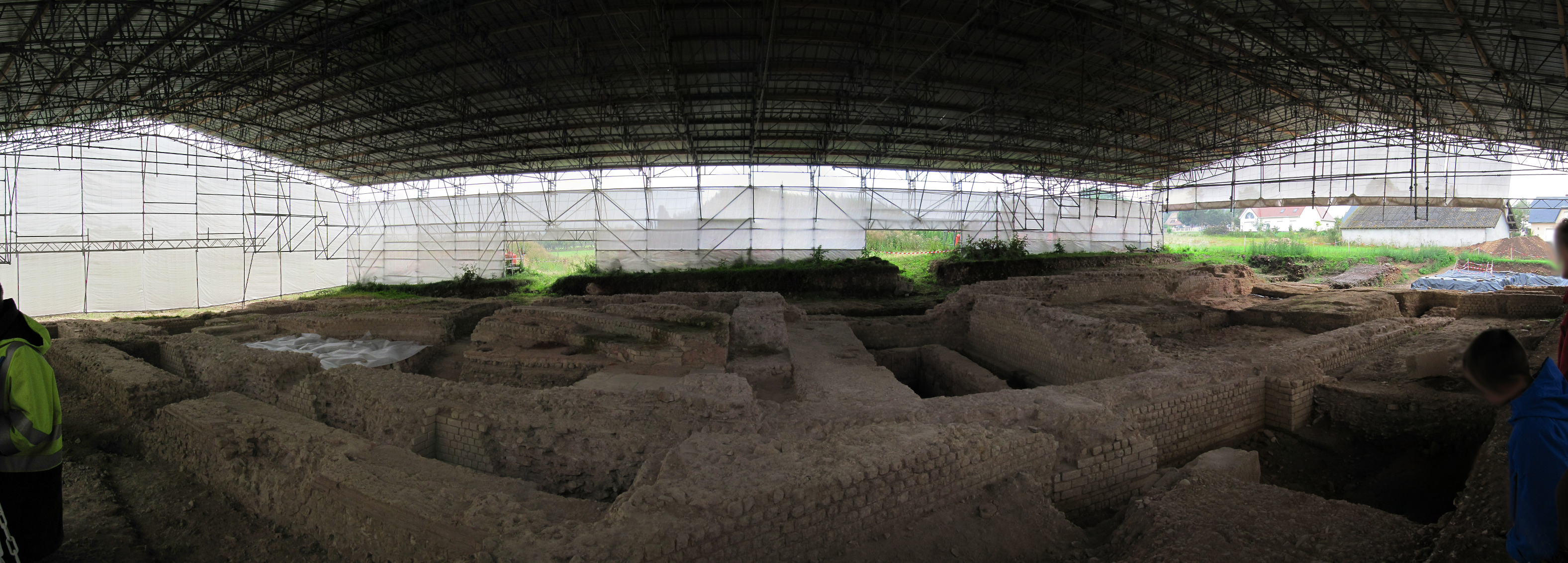
Vue panoramique des fouilles.
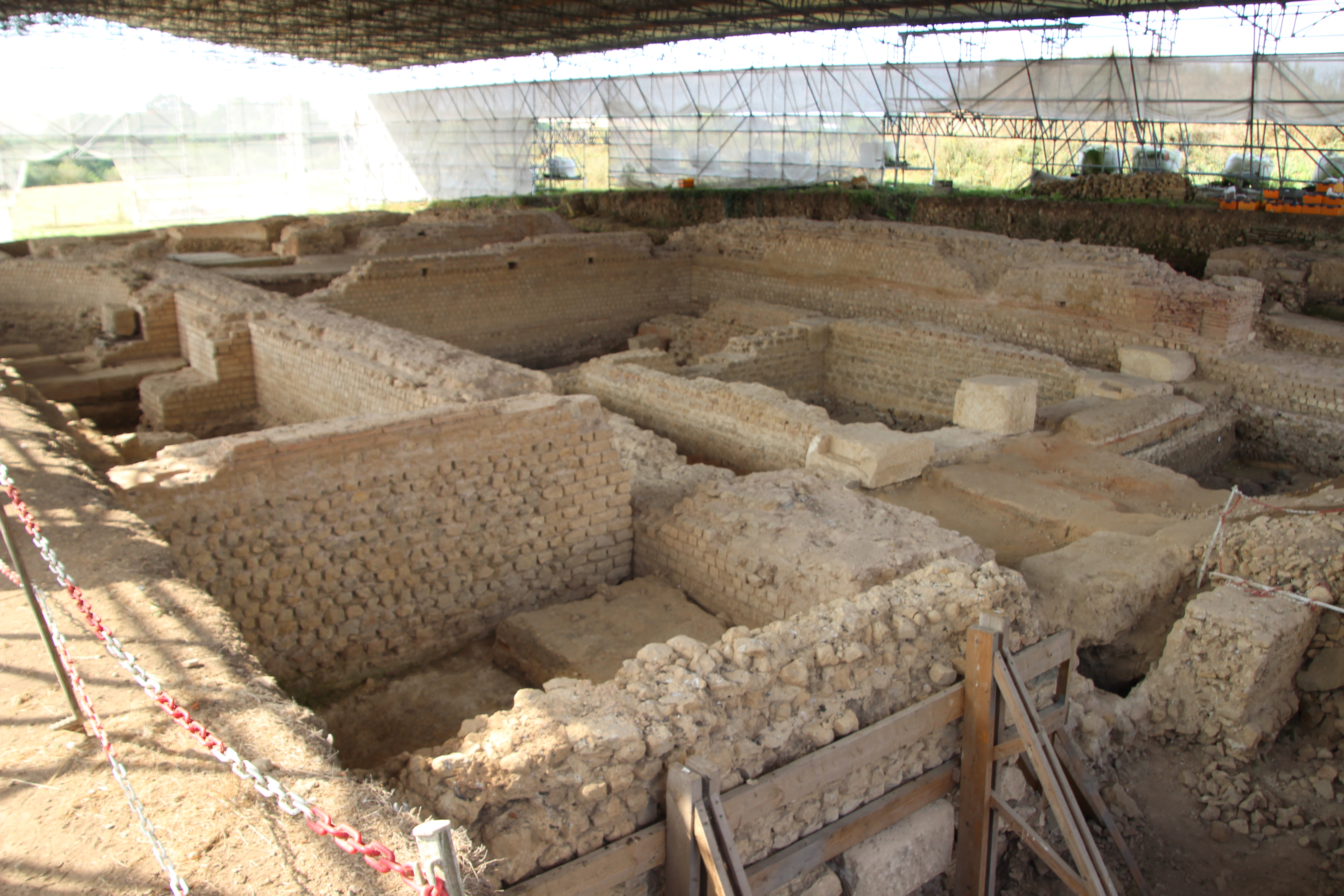
Fondations d'une partie du forum.
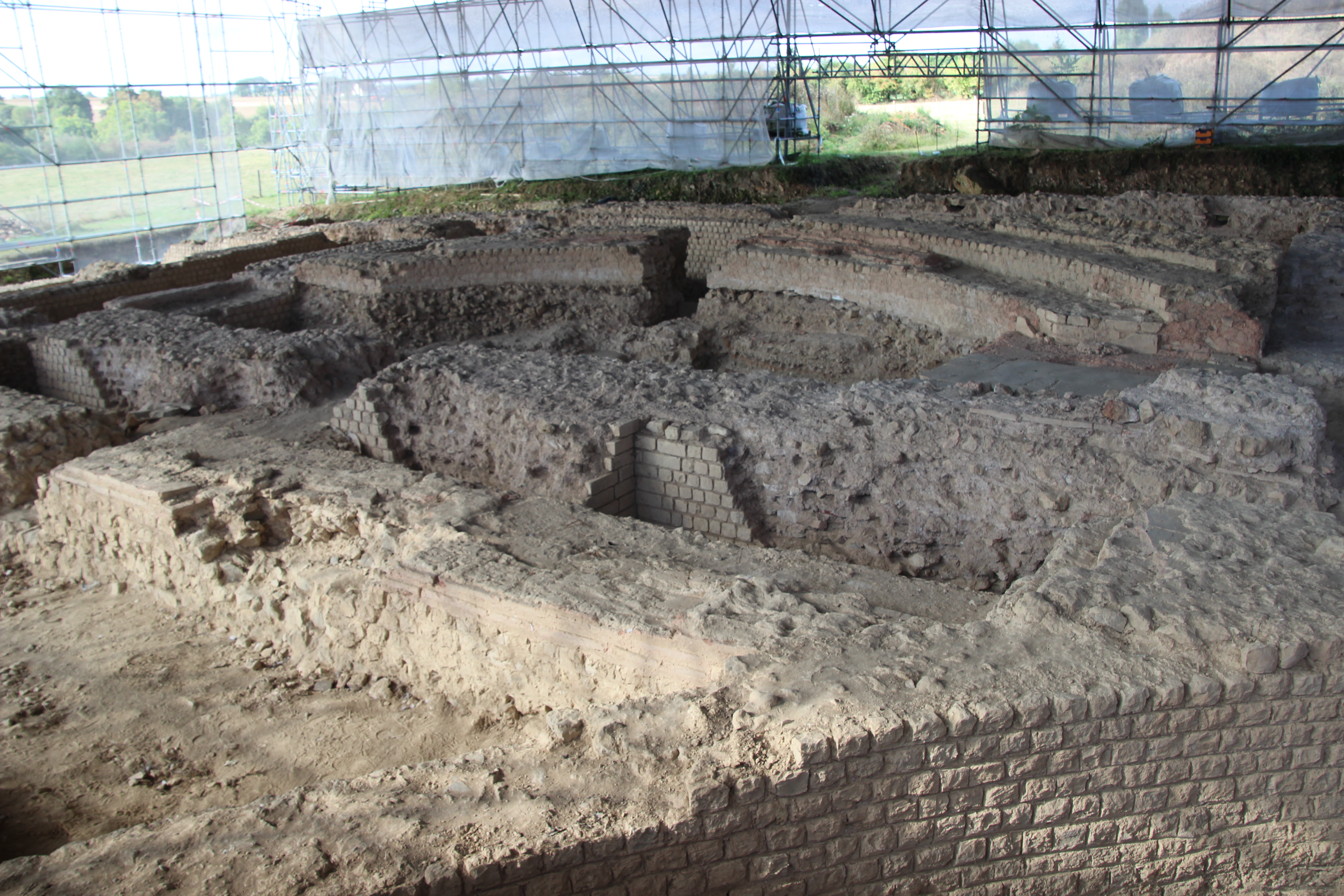
Vestiges de la Curie.

### Maison à la cour en U
La construction de la maison date probablement de la fin du Ier ou du début du IIe siècle. Une autre hypothèse tend à dater la maison de la seconde moitié du IIe ou du début du IIIe siècle. À la fin de la période antique, la maison a sans doute servi à un artisan travaillant l'os. La cave, créée à l'origine, est également comblée à cette période. La maison cesse d'être occupée à partir de la seconde moitié du IIIe siècle. Les vestiges romains sont dégradés lors de l'époque médiéval à cause des intempéries.
Les fouilles pour cette maison débutent dans les années 1990 et les travaux de mises en valeur comprenant la création d'un création d'un préau en 2008. Les fouilles réalisées par les archéologues permettent de révéler une partie d'une colonne d'ordre toscan. Des corps sont également mis au jour : celui d'un enfant âgé de huit à dix ans et un cheval sans jambe. En 2013, une reconstitution virtuelle est créée après neuf mois de travail.
La maison se situe à une centaine de mètres du musée. Sa superficie est de 197 m2 dont 85 m2 pour la cour,. Le sol est en béton de tuileau. La partie habitée comporte cinq pièces. La cave fait 13,5 m2 et elle sert probablement de lieu de stockage. La maison bénéficie d'un raccordement aux réseaux d’égout de l'époque. Les habitants de cette maisons sont sans doute d'un niveau social moins élevé que ceux de la maison au grand péristyle.

Maison à la cour en U
Plan de la maison.
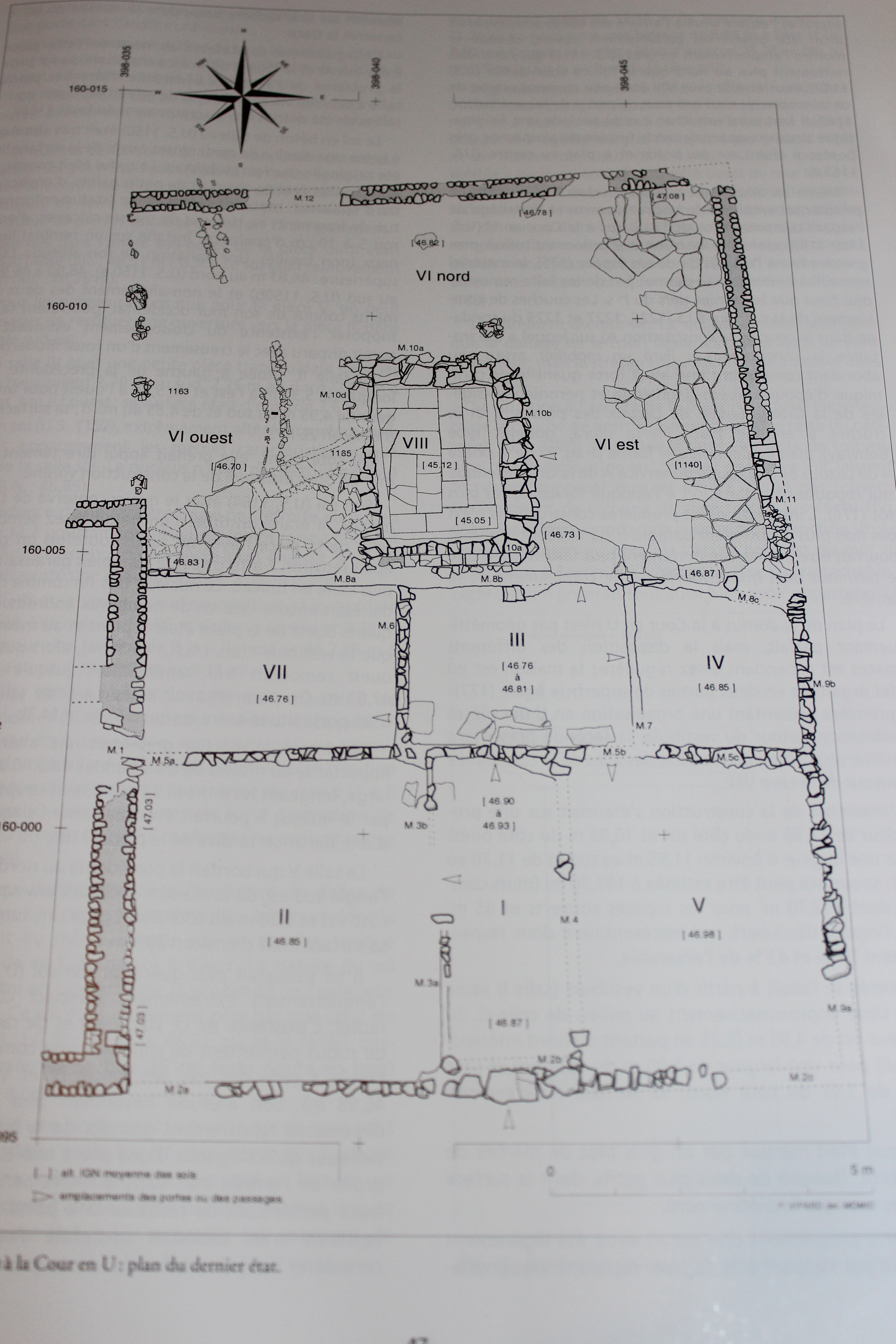
Plan réalisé à partir d'un rapport de fouilles.
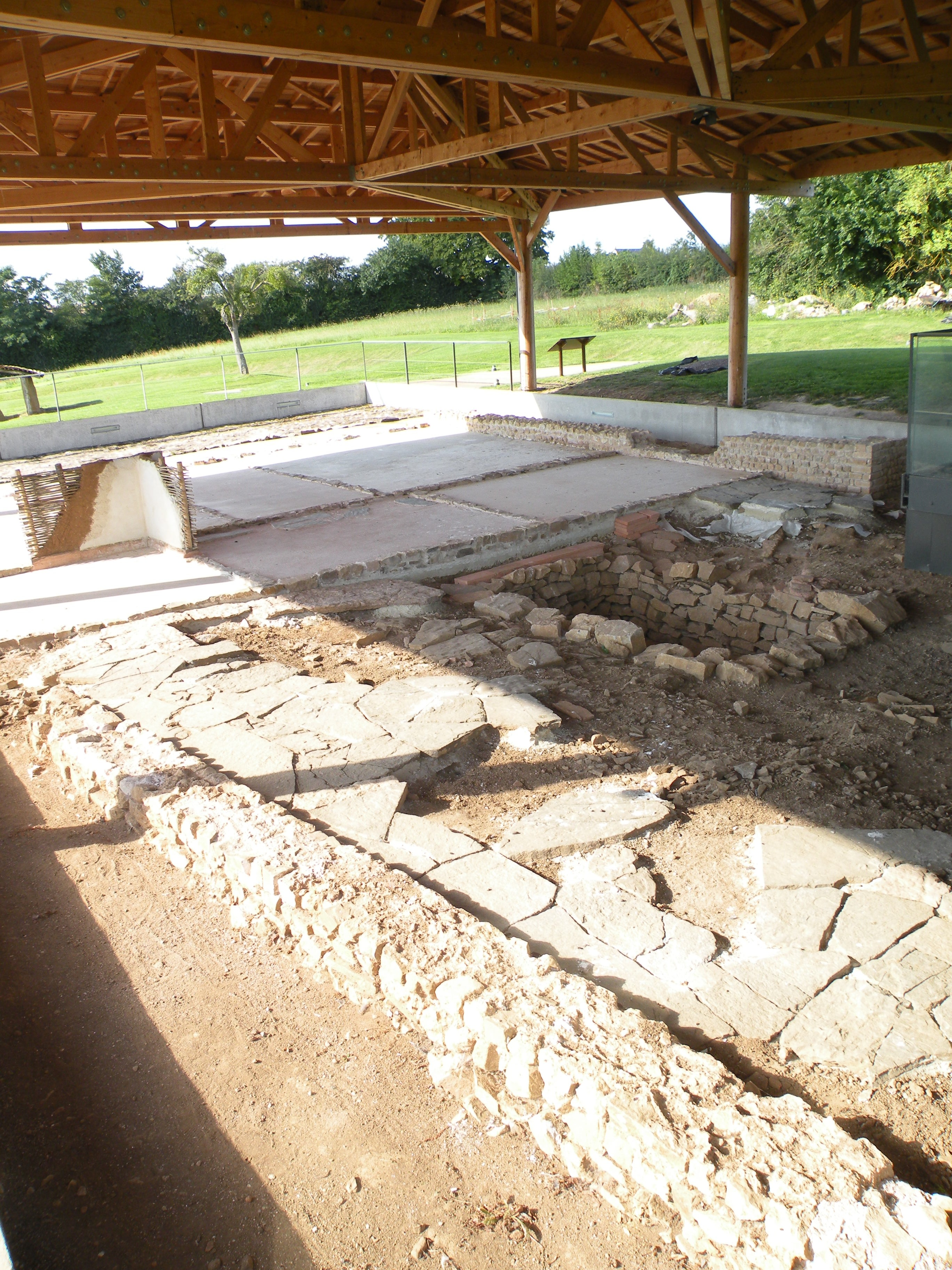
Préau protégeant les vestiges de la maison.
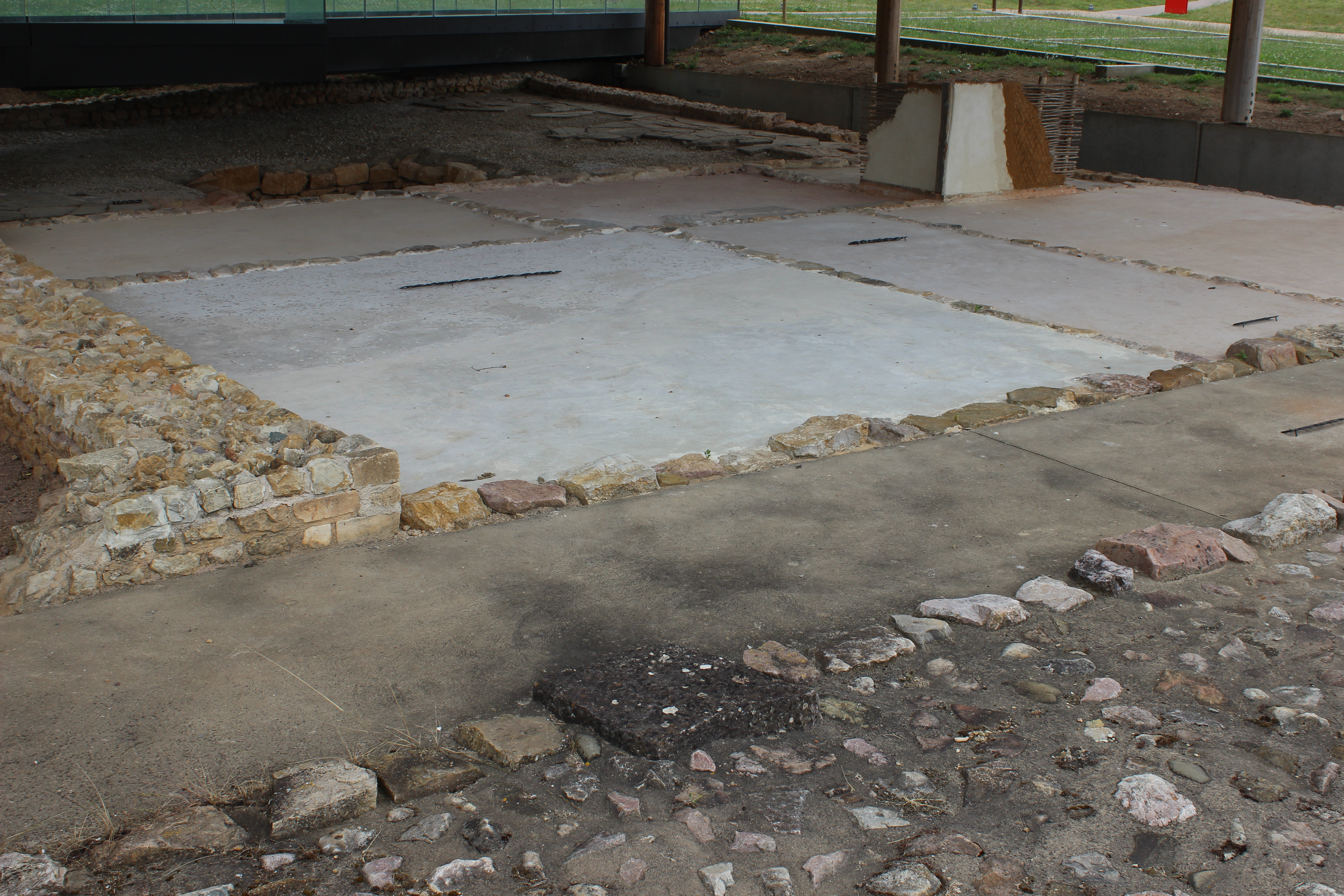
Vue générale de la répartition des salles de la maison depuis la rue.
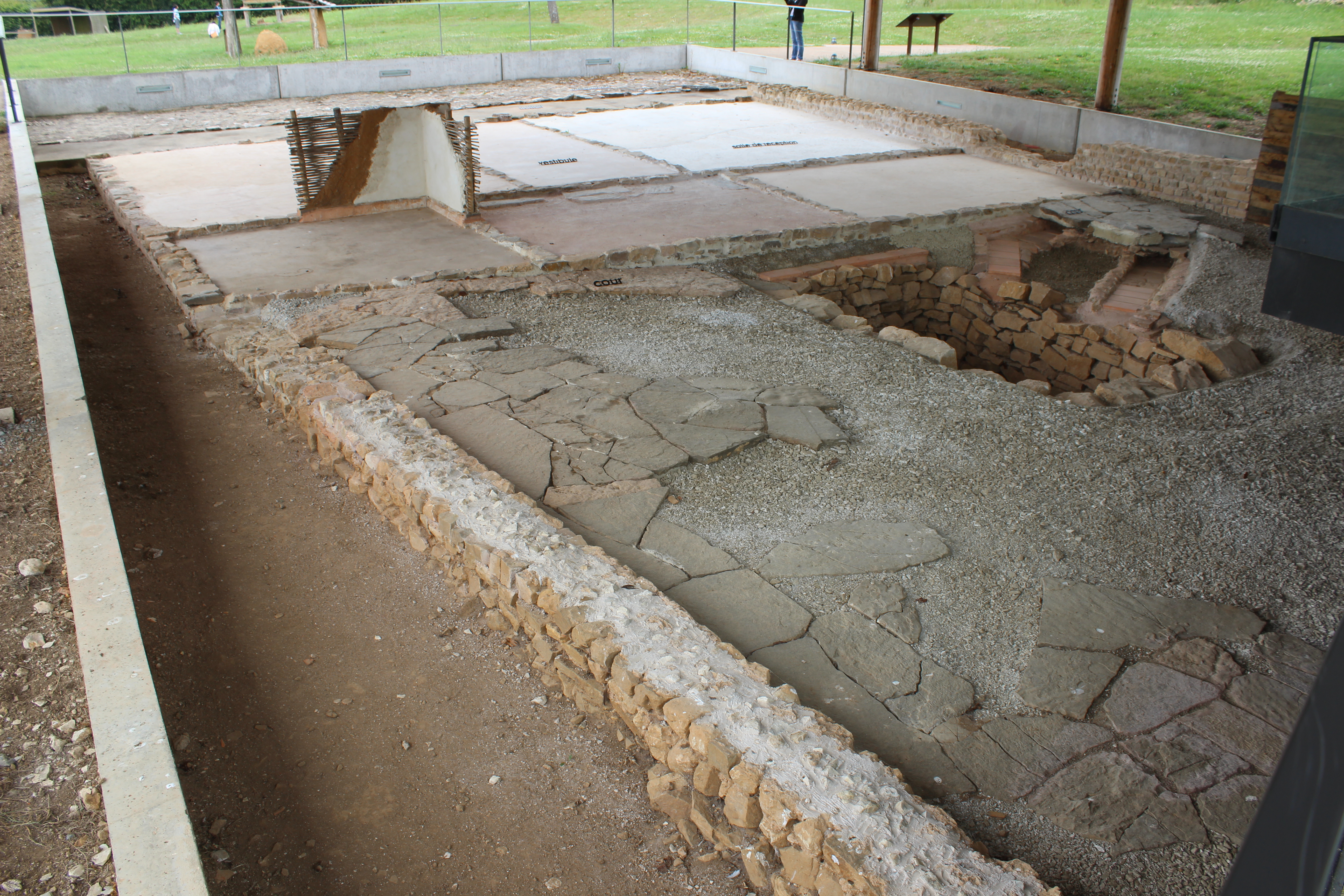
Vue générale de la maison depuis la cour.
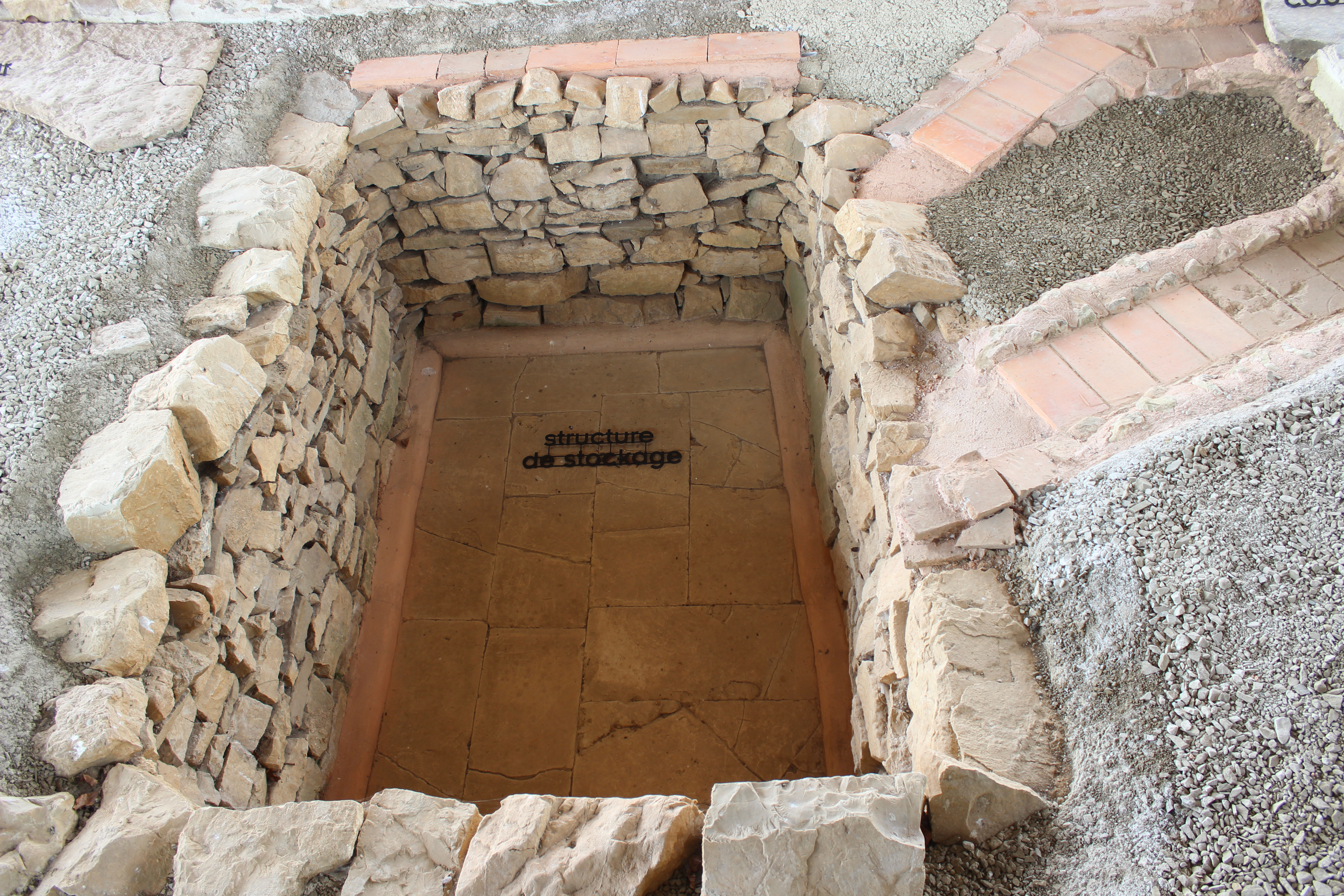
Espace de stockage.

### Maison au grand péristyle
Avant la construction de la maison, le site possède des constructions légères en bois aux Ier et IIe siècles. À partir du milieu du IIe siècle, une insula en pierre est construite. Puis cet immeuble est remplacé par deux maisons dont celle construite dans la partie occidentale est rapidement rasée. Une maison avec un petit péristyle est alors bâti vers 170-180. À la fin du IIe ou au début du IIIe siècle, la maison est agrandie pour devenir la maison au grand péristyle. Après avoir subi un incendie, elle cesse d'être habitée à la fin du IIIe siècle,. Après un nouvel incendie au début du IVe siècle, la bâtisse commence à servir pour la récupération et le réemploi de matériaux. Au XVIIIe siècle de la terre recouvre entièrement le site pour en faire une zone de culture.
La première découverte réalisée a lieu en 1812, il s'agit d'une mosaïque. Peu après, en 1826, la société des Antiquaires de Normandie commence les fouilles. Les fouilles archéologiques axées sur la maison débute réellement en 1988 et se terminent en 1991 sous la direction de Pascal Vipard,. La célèbre tutela de Vieux-la-Romaine y est découverte en août 1988. La maison est aménagée à partir de septembre 1992 afin de pouvoir y accueillir du public pour juillet 1993,. Les jardins de la maison ouvrent également en 1993. C'est le seul bâtiment d'époque romaine visitable en Basse-Normandie et la seule maison à peristyle du nord de la France.

Maison au grand péristyle de Vieux-la-Romaine
Plan à l'apogée de la maison.
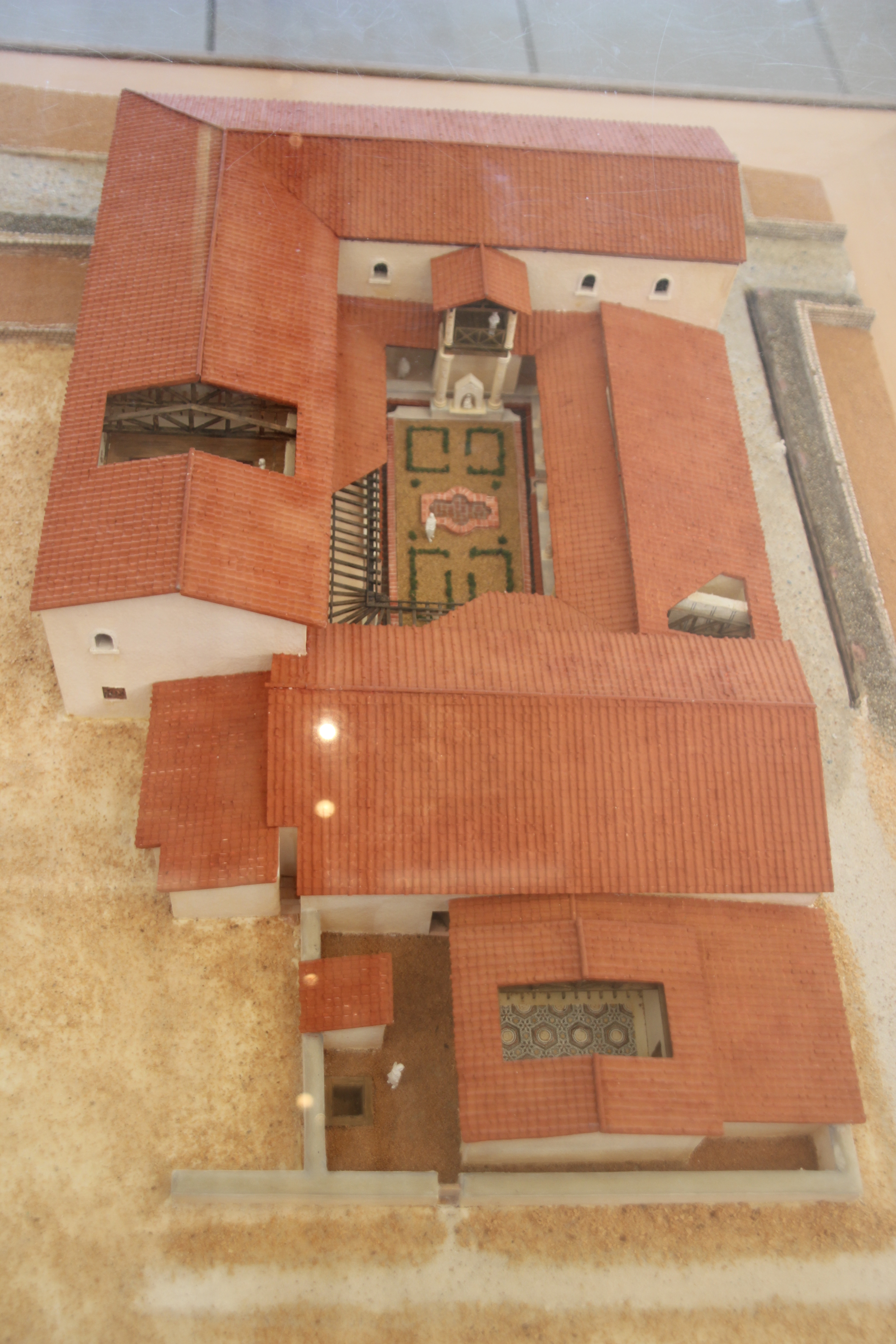
Reconstitution sous forme de maquette de la maison au IIIe siècle.
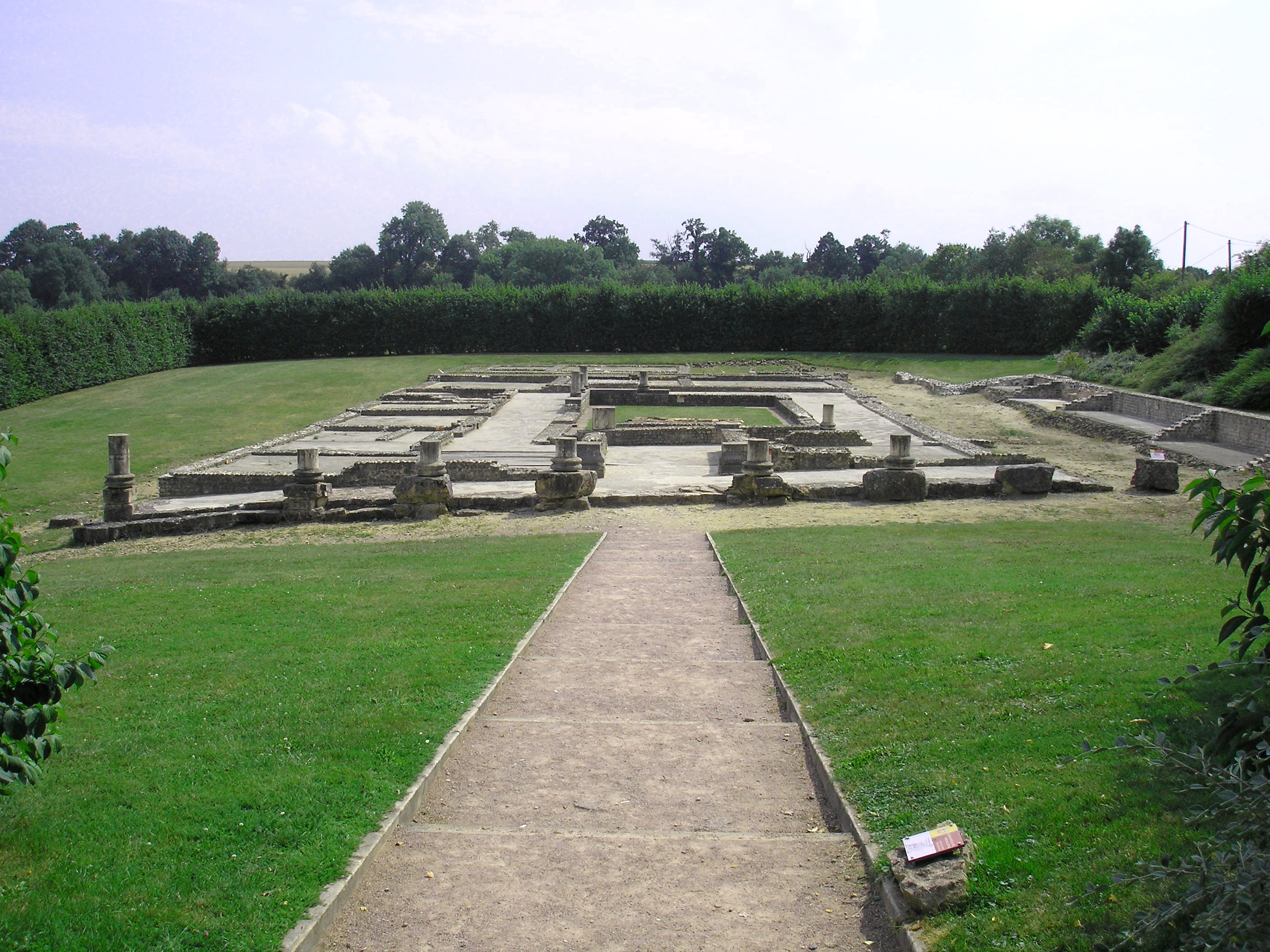
Vue générale de la façade principale.
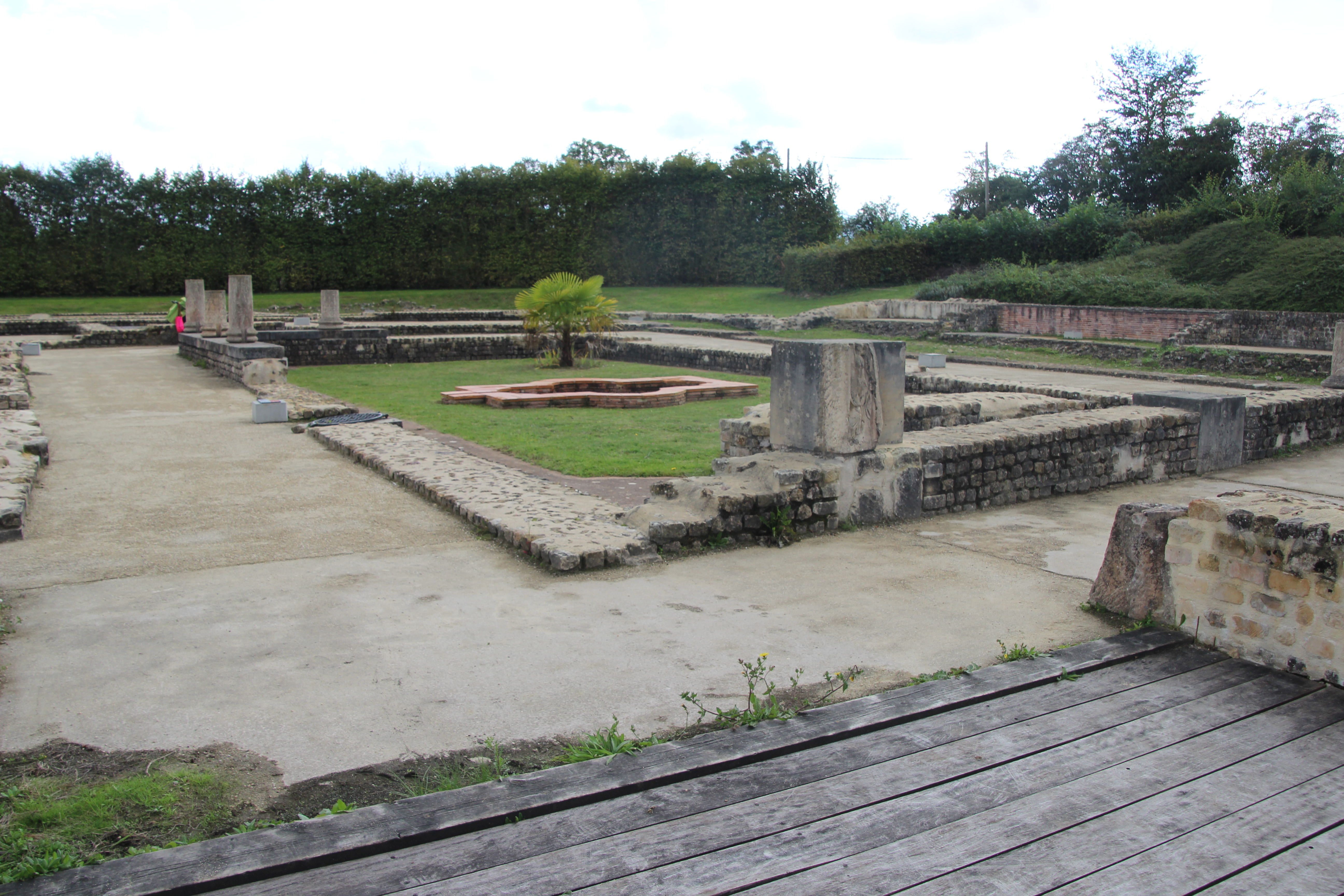
Vue de l'aile occidentale et du bassin, à partir d'une pièce de service.
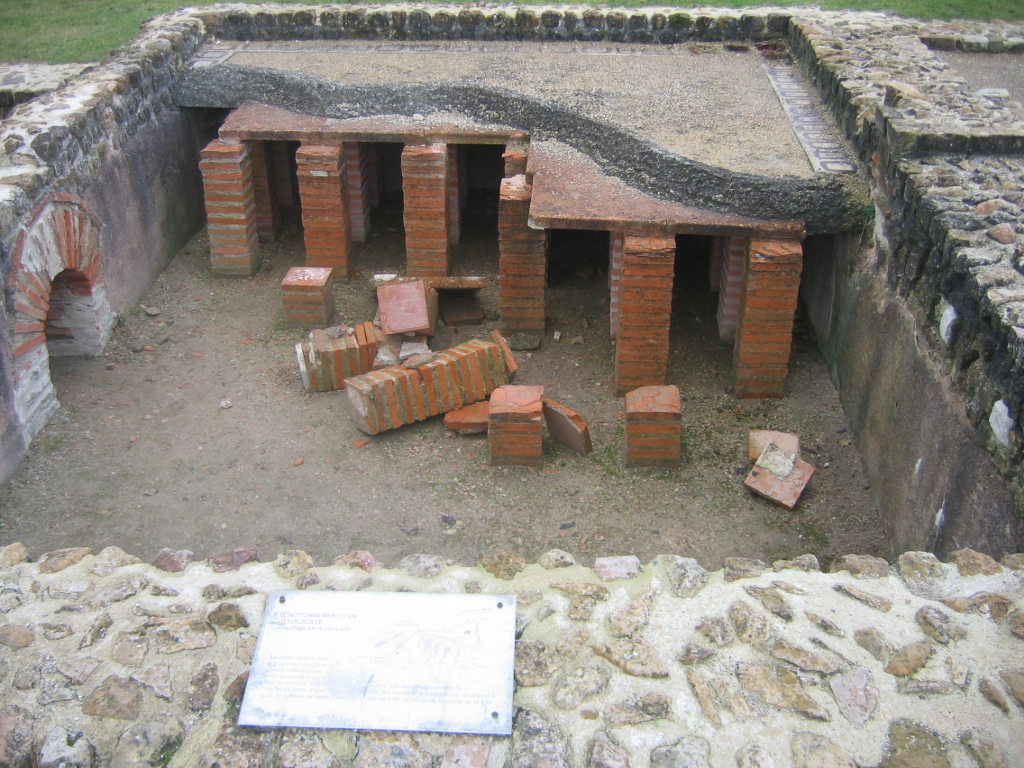
Hypocauste.

### Théâtre
Le monument de spectacle est d'abord un théâtre qui est transformé en arène au cours du IIe siècle.
L'édifice est dégagé une première entre 1852 et 1854 puis recouvert peu après,. En 2001, il est à nouveau déterré lors des travaux pour la création du parking du musée.

### Thermes et gymnase
Les thermes se situent au sud de la cité romaine.
Au XVIIIe siècle, le haut fonctionnaire Nicolas-Joseph Foucault révèle les premiers éléments des thermes et le gymnase. Pour les thermes, les fouilles se terminent au XIXe siècle. Après leurs découvertes, ces derniers sont ré-enfouis.

## Description

Plan moderne de l'ensemble du site de Vieux-la-Romaine.

Le musée comprend dans son ensemble deux villas gallo-romains restaurées : la maison à la cour en U et la Maison au grand péristyle.
Le bâtiment principal a un aspect contemporain et comprend des colonnades et des claustras en bois rappelant l'époque romaine,. Une partie de la façade est composée de baies vitrées et de béton pour rappeler le XXIe siècle. Des jardins de style pompéien sont proches du bâtiment. Le musée comporte plusieurs salles. L'exposition permanente fait 650 m2.
La première salle concerne le développement et la forme de l'antique cité d'Aregenua. Cette salle comporte une maquette proposant la restitution de la cité à l'époque romaine, les colonnes décorées de la maison au grand péristyle et une statue gallo-romaine dénommée tutela.
La seconde salle comprend le décor de la maison au grand péristyle et des différentes pièces de la domus. Les éléments exposés sont des peintures murales comme celle composée d'un panneau représentant le personnage de la mythologie grecque Achille recevant ses armes de la Néréide Thétis ou bien encore une fresque aux poissons.
Les autres salles comportent une coupe stratigraphique des fouilles réalisées et des objets de la vie quotidienne dont des céramiques dans un bon état de conservation. Une reconstitution d'une ferme de l'époque carolingienne est également présente.
Différentes méthodes sont utilisées pour expliquer la période romaine aux visiteurs : maquettes, mises en scène, objets à manipuler ou restaurés, parcours d'enquêtes ou bien encore reconstitutions,. La plupart des éléments sont traduits en anglais.
Peu après son inauguration, le musée est dirigé par Béatrice Labat, puis par Xavier Savary,. Le musée accueille environ 25 000 visiteurs par an.

Éléments exposés dans les différentes salles
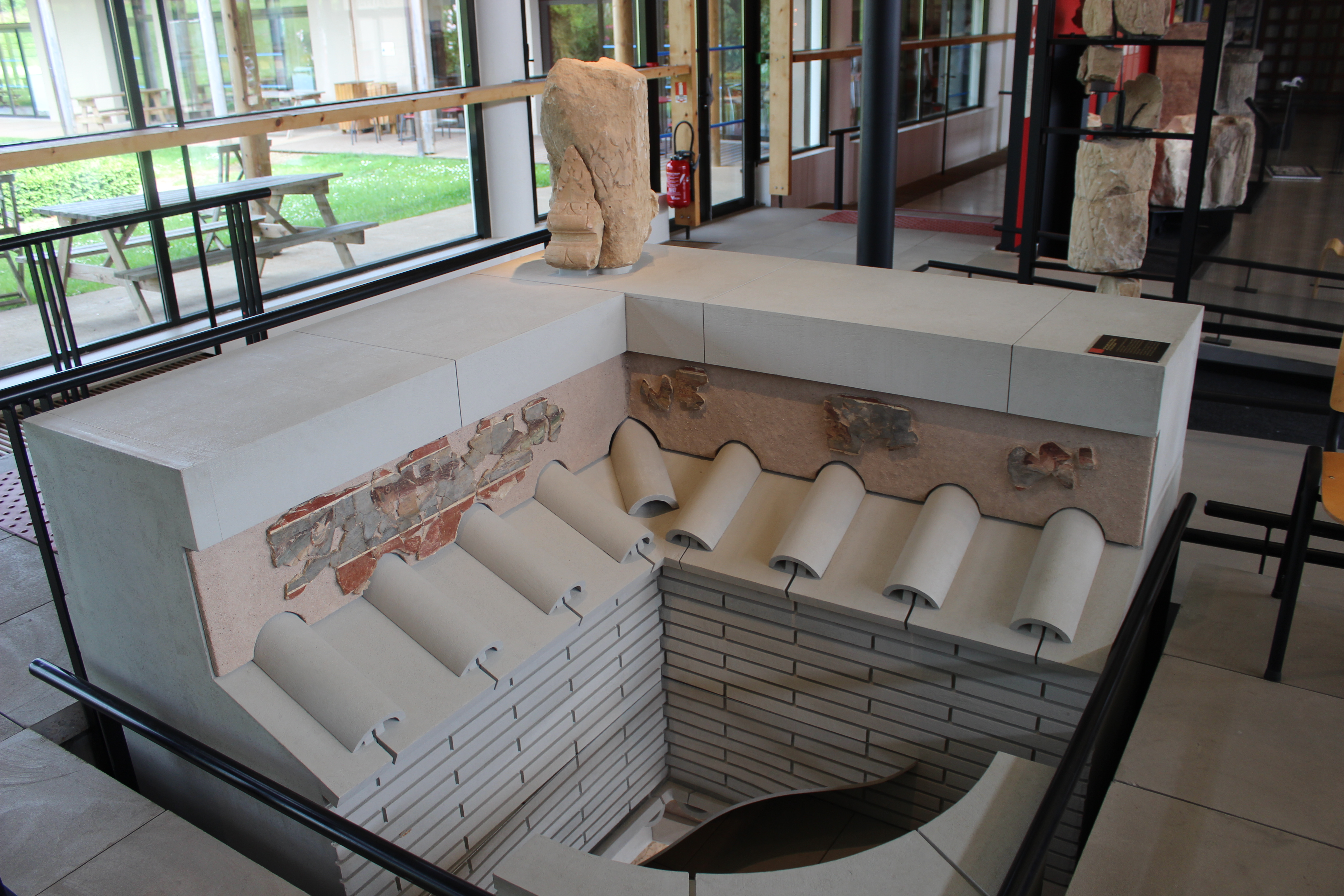
Reconstitution partielle de la fresque aux poissons à partir des découvertes archéologiques.
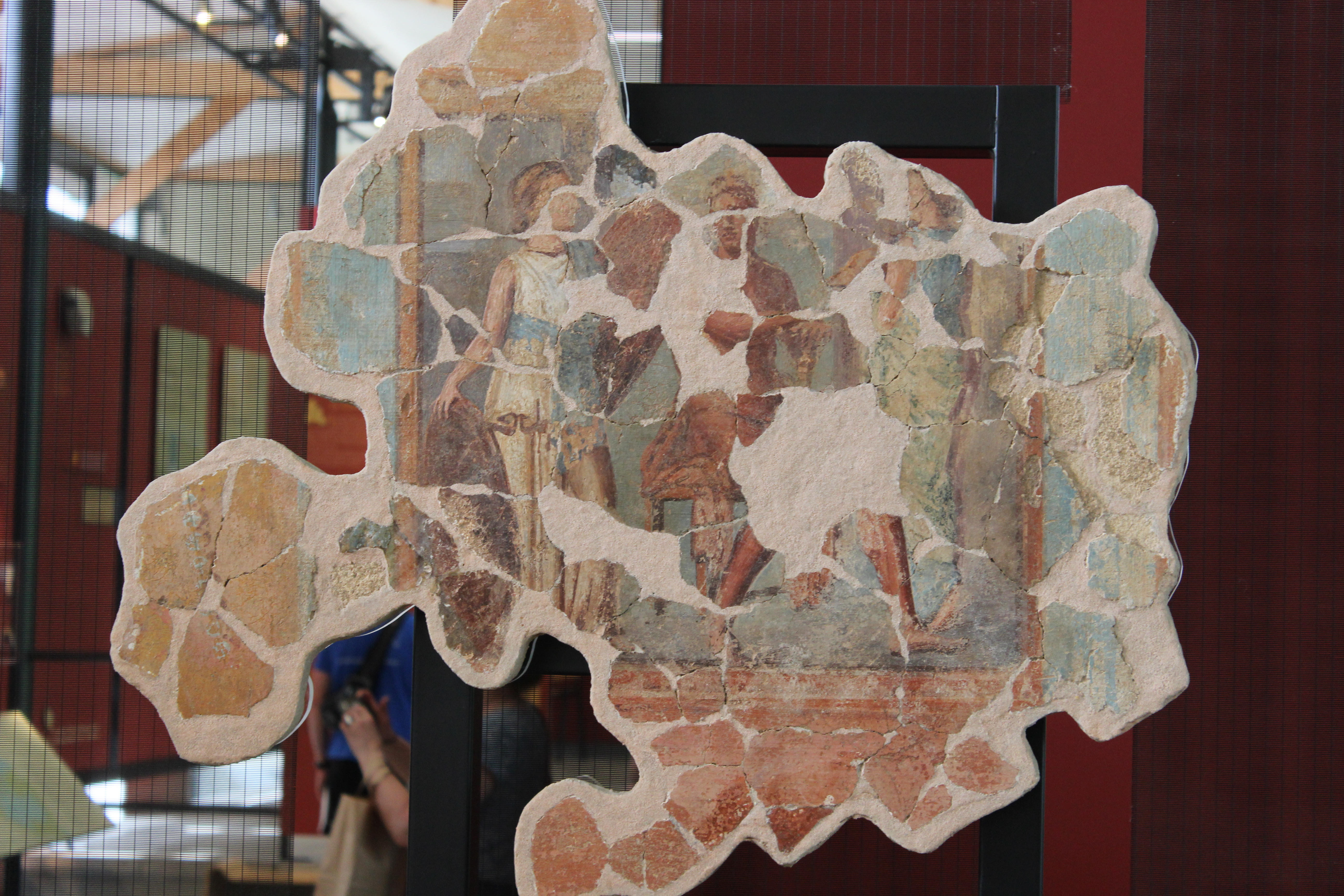
Fresque de la mythologie grecque montrant la Néréide Thétis à gauche en train de mettre ses armes à Achille à droite.
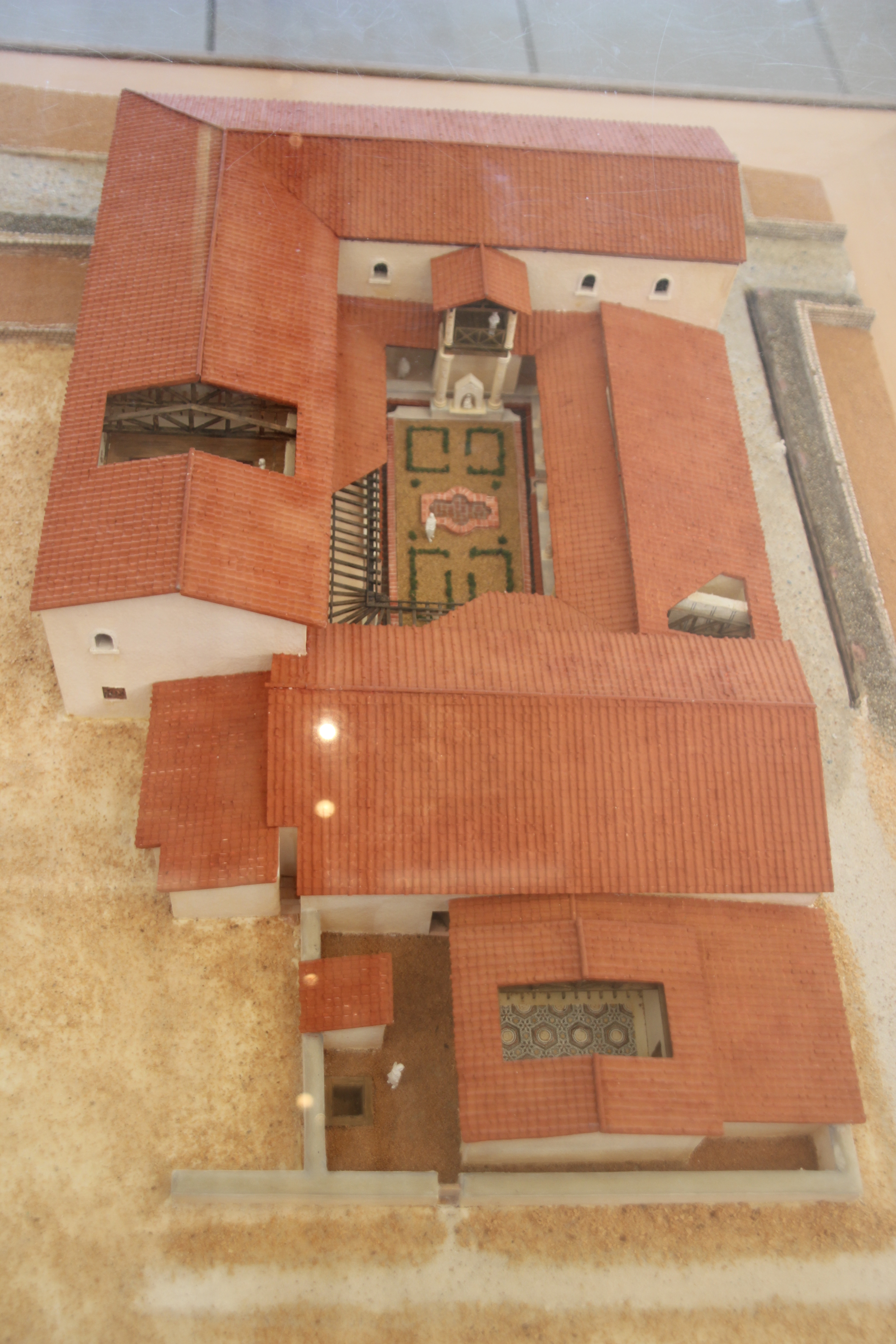
Maquette reconstituant la maison au grand péristyle.

### Collections
En 2022, le musée comporte plus de 4 000 objets, avec 1 000 objets en réserve et 3 580 éléments lapidaires, racontant l'histoire de la localité et des habitants,. Les éléments exposés sont liés à la vie quotidienne des habitants et comprennent des colonnades reconstituées, mais aussi des peintures et des mosaïques,.
Une partie des fonds du musée des antiquaires de Normandie a été déposée au musée (la majeure partie ayant été déposée au musée de Normandie).

#### Éléments remarquables

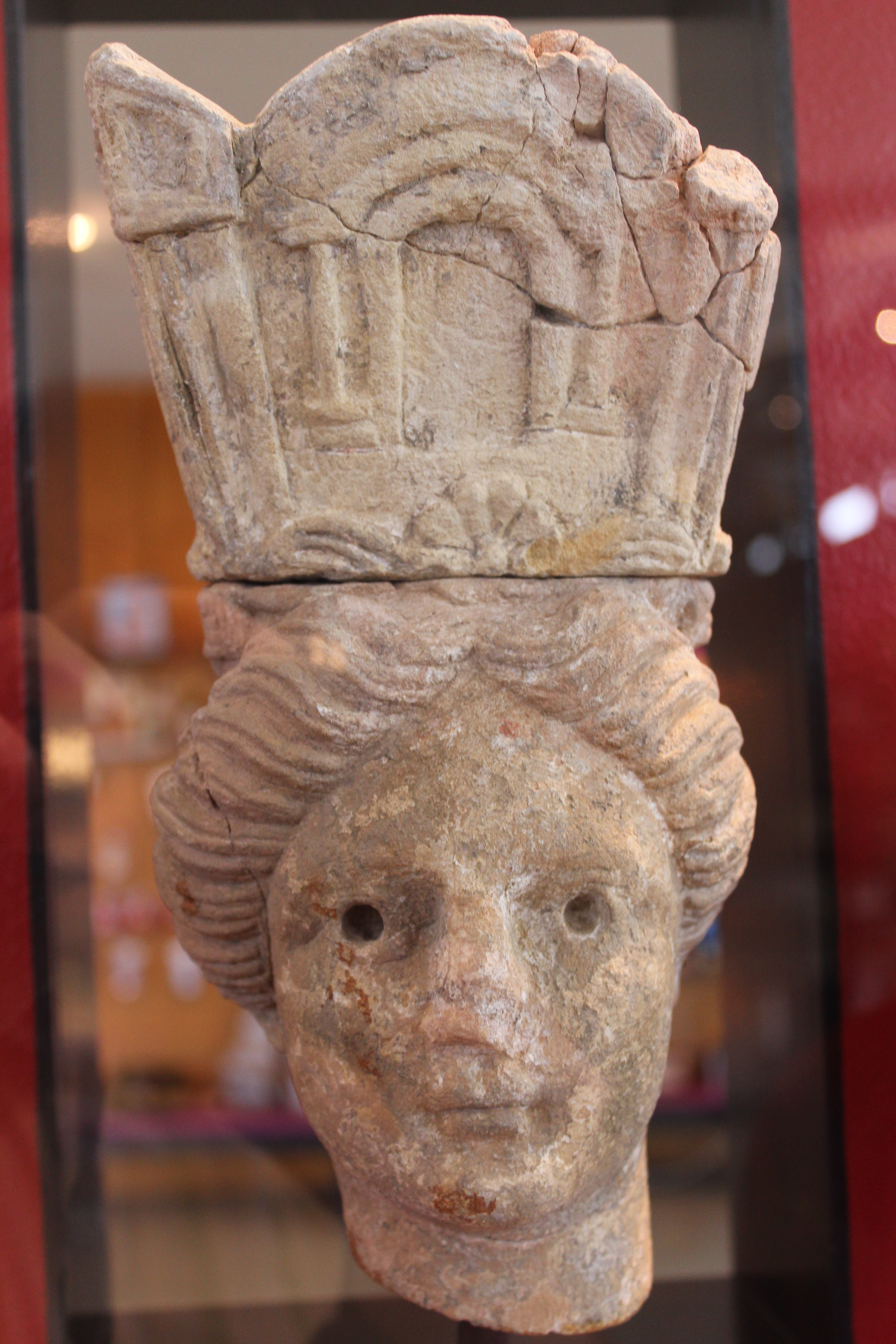
La Tutela de Vieux-la-Romaine, symbole de la cité selon les archéologues, trouvée dans les fouilles de la villa au grand péristyle
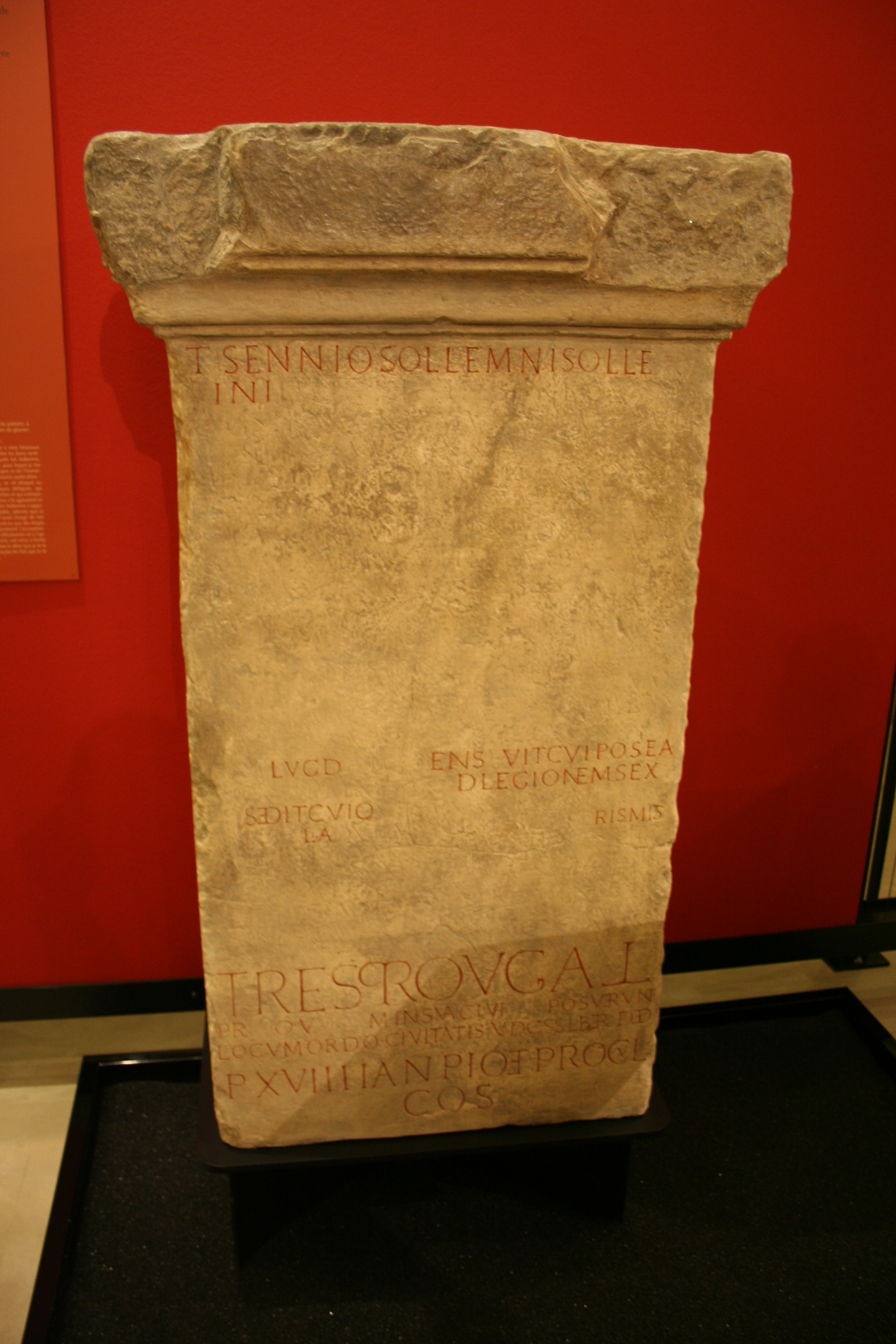
Copie du Marbre de Thorigny
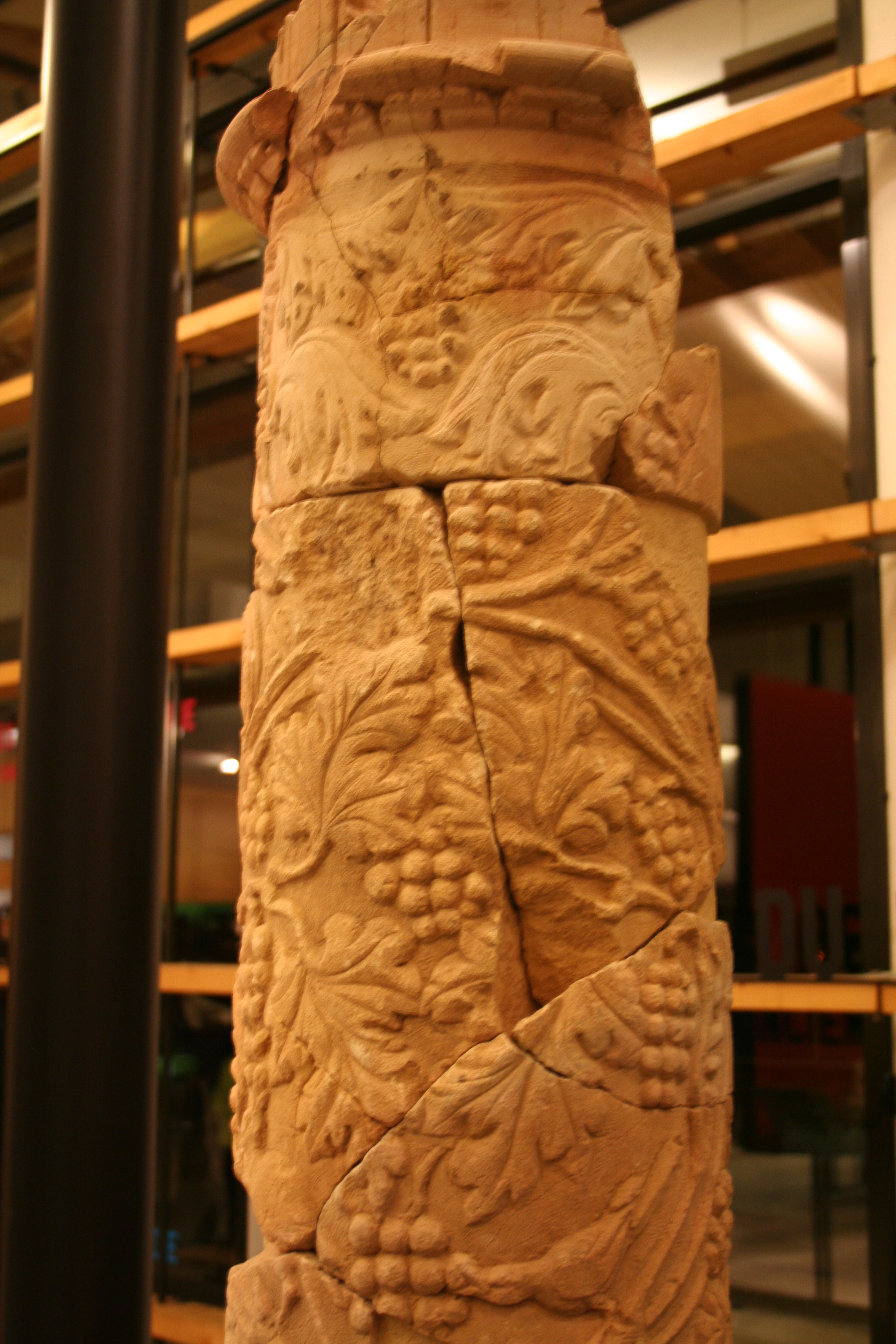
Une des colonnes de la villa au grand péristyle
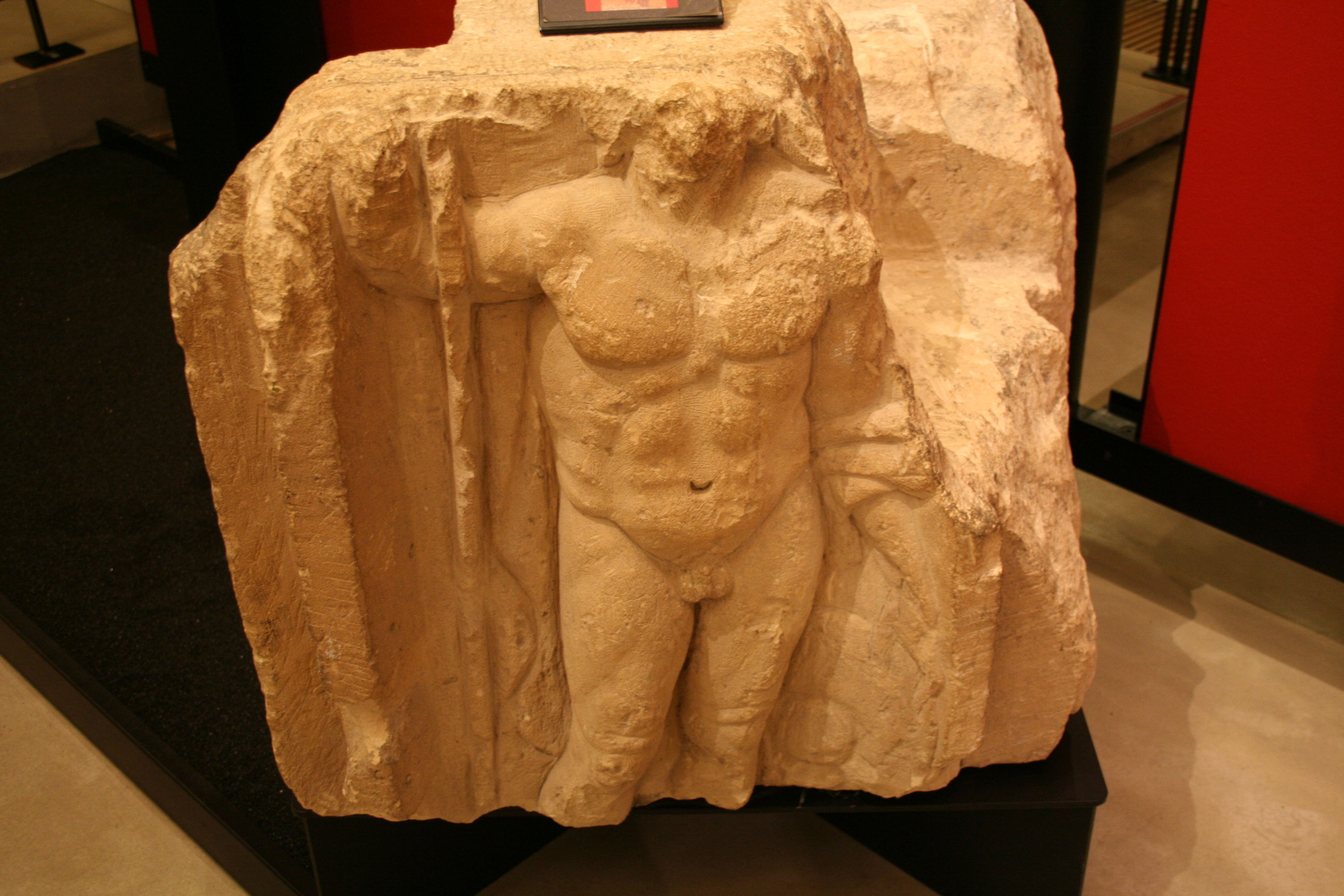
Mars

##### Colonnes de la maison au grand péristyle
Les riches colonnes sculptées de la maison au grand péristyle se trouvent dans la salle 1 du musée.

##### Marbre de Thorigny
Le marbre de Thorigny est mis au jour en 1580, selon la date admise pendant longtemps. Ce marbre rend hommage à la carrière d'un magistrat de la cité, Titus Sennius Sollemnis, et à ses amis.
Une copie du marbre de Thorigny est exposée dans la salle 1 du musée de Vieux mais l'original se trouve dans le musée de Saint-Lô.

##### Trépied
Le trépied de Giberville est découvert en 1812 dans un jardin près de la fontaine publique ou 1829 près de l'église Saint-Martin de Giberville. Gervais de La Rue en fait l'acquisition pour la Société des Antiquaires de Normandie. Il est ensuite déplacé à Caen au pavillon des sociétés savantes. Après la fondation du musée des antiquaires de Normandie, le trépied y est transféré en 1864 avec le numéro d'inventaire 242 sur 762 occupant la salle dénommée « salle du trépied » au premier étage,. Le 12 septembre 1983, il est transféré au musée de Normandie à Caen sous le numéro d'inventaire D.S.A.N. 83-759,. Il est déposé au musée archéologique de Vieux en 2024.
Le trépied mesure 0,93 m de hauteur, peut se refermer et être porté,. Les pieds sont composés de croisillons qui forme des triangles isocèles,. La vasque au sommet du trépied est une reconstitution moderne.

Trépied de Giberville
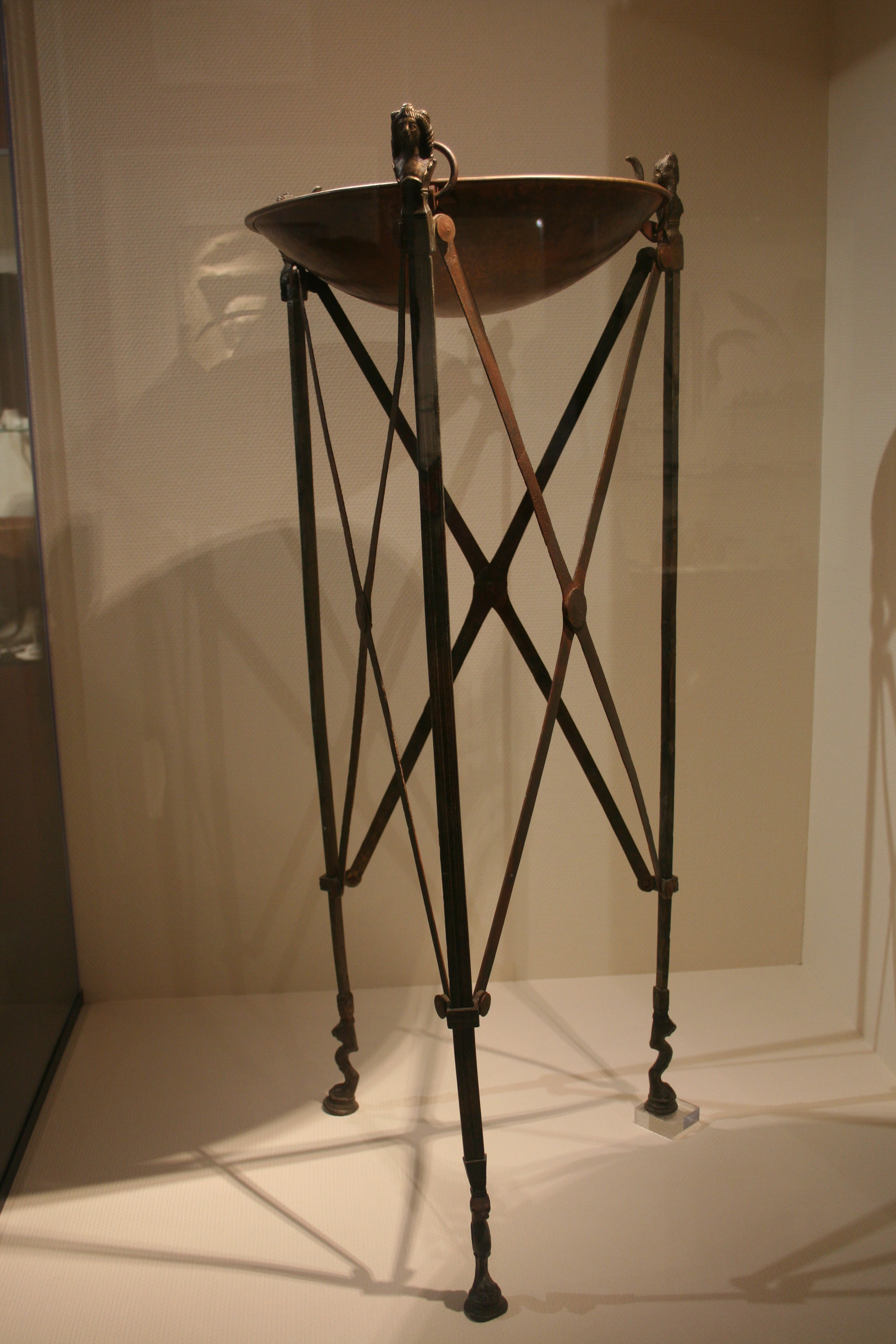
Exposition au musée de Normandie entre le 12 septembre 1983 et début 2024.
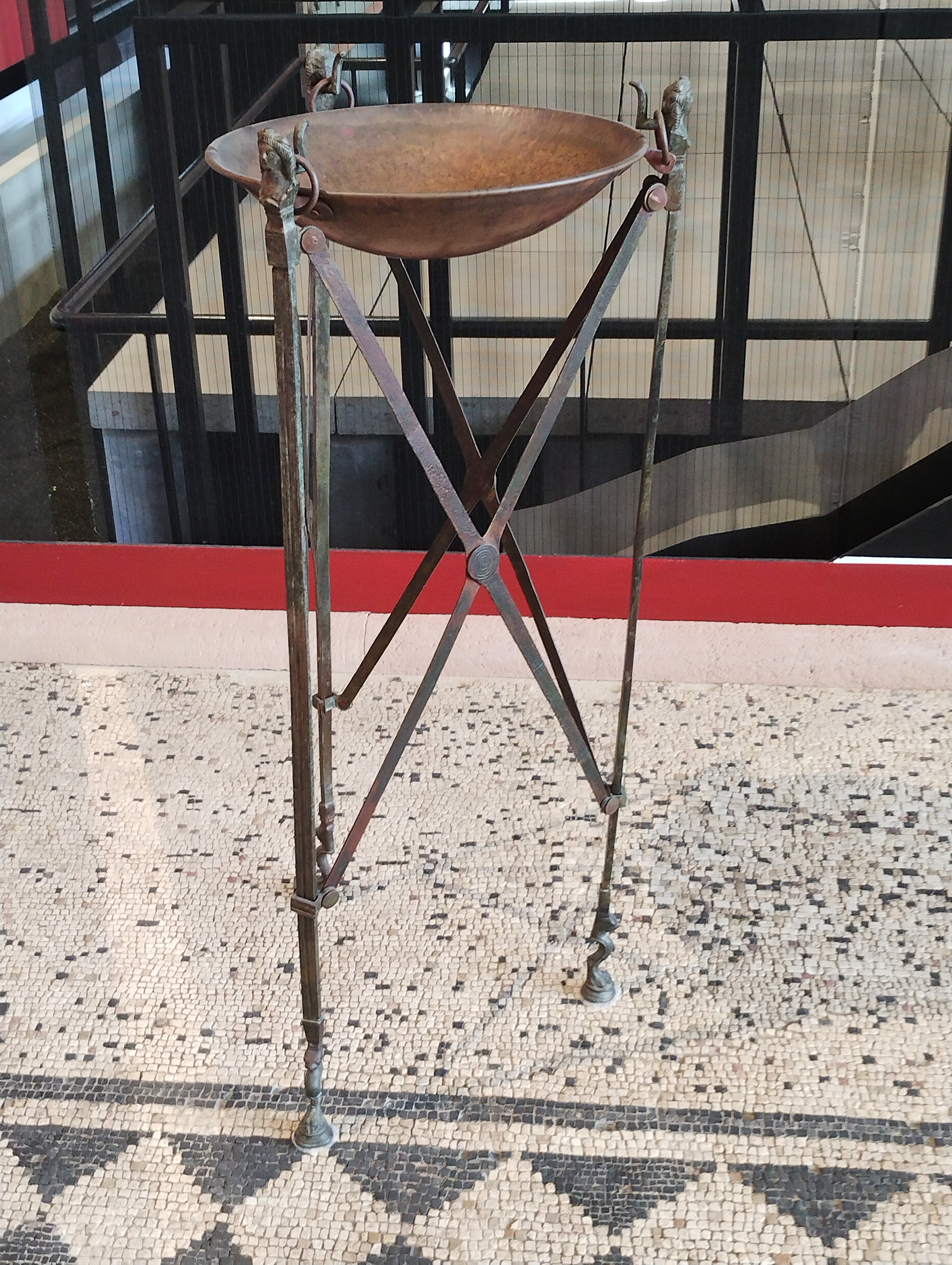
Exposition au musée de Vieux depuis 2024.
Schéma.
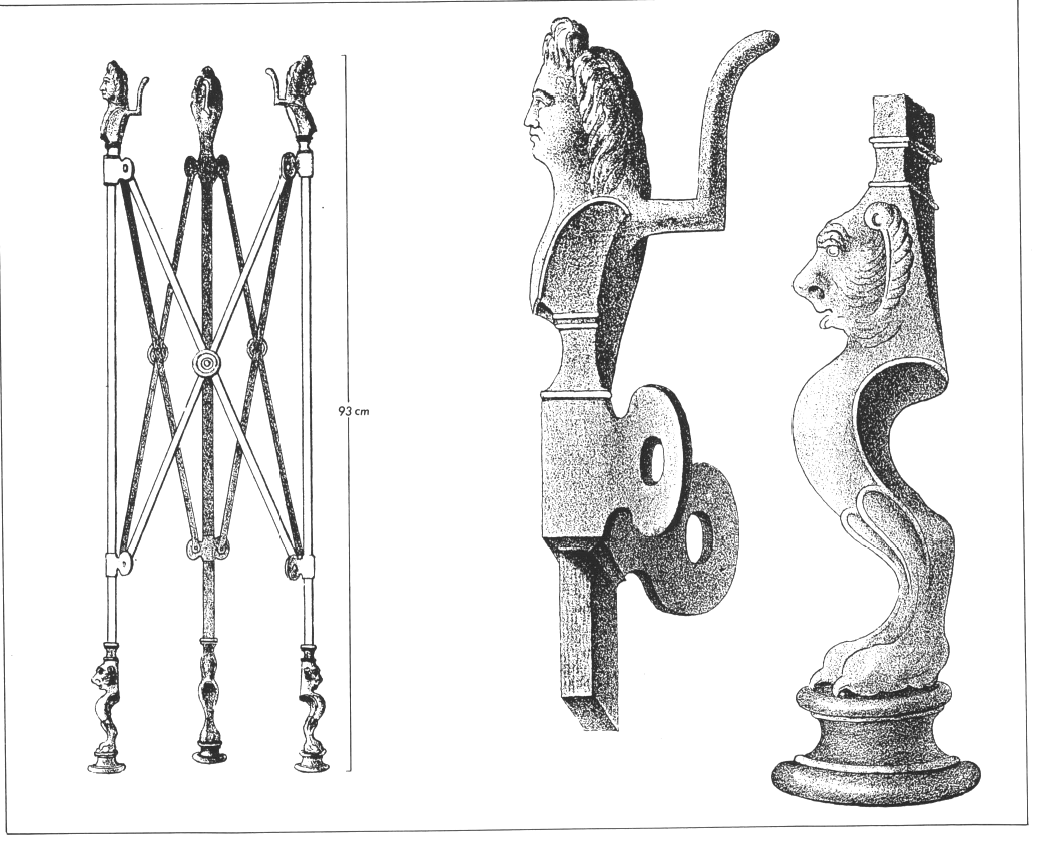
Gravure par Amédée Léchaudé d'Anisy au XIXe siècle.

##### Tutela
Une statue gallo-romaine dénommée tutela est exposée dans la salle 1 du musée. Elle provient de la salle de réception de la maison au grand péristyle.

## Événements et activités

### Expositions temporaires
Entre 2002 et 2022, ce sont vingt-et-une expositions temporaires qui se succèdent.
2009 : Gaulois sous les Pommiers.
Entre le 9 avril et le 18 septembre 2011, une exposition temporaire est présentée sous le nom « Haut en couleur ! La fresque à l'époque romaine » ; elle est dédiée aux peintures murales principalement à partir de fragments issus des découvertes réalisées au temple de Gisacum.
Entre le 25 avril et le 10 novembre 2013, une exposition temporaire a pour thème « Les petits labos de l'archéo : sciences et techniques appliquées à l'archéologie » ; elle explique les relations entre les phénomènes naturelles (magnétisme, rayonnement lumineux) et l'archéologie.
Le 25 avril 2015, une conférence sur l'art du banquet chez les Romains est proposée ; elle est suivie d'une dégustation de plats de l'Antiquité confectionnés par Pierre Moussaoui.
Entre le 18 juin et le 18 décembre 2016, une exposition temporaire ayant pour thème « Pays'Âges : La Plaine de Caen à travers les âges » est organisée ; elle propose l'étude des paysages à travers l'archéologie des douze mille années de la plaine de Caen.
Entre le 20 mai et le 3 décembre 2017, une exposition temporaire est organisée sur le thème « Jeux et jouets dans l’Antiquité (Veni, vidi, ludique) ». En complément de cette exposition, le 14 octobre 2017 cinq conférences sont proposées aux visiteurs sur l'usage des jeux pour enfants pendant l'Antiquité.
Entre le 16 avril et le 30 décembre 2022, une exposition temporaire intitulée « Athlètes d'Olympie, athlètes d'aujourd'hui » se déroule au musée.
Entre le 14 avril et le 30 décembre 2023 est exposée une exposition temporaire dénommée « Embarque avec tes héros grecs » expliquant les mythes liés à différents héros grecs : Jason, Thésée et Ulysse. L'exposition est reconduite au début de l'année 2024.

### Évènements annuels
- Nuit des musées.
- Museomix.